# Würth
Würth is een Duits concern dat zich richt op bevestigings- en montagematerialen. De hoofdzetel is gevestigd in het Duitse Künzelsau, maar het concern heeft vestigingen in meer dan 80 landen en stelt ruim 71.000 mensen te werk (2017). Het bedrijf werd in 1945 door Adolf Würth opgericht. Na zijn dood nam zijn zoon Prof. Dr. h.c. Reinhold Würth in 1954 het bedrijf over en bouwde de onderneming uit met vestigingen over de hele wereld.

## Cultuur en sport
De groep is eigenaar van de Stiftung Würth (Stichting Würth), die de bevordering van kunst en cultuur, onderzoek en wetenschap en opleiding tot doel heeft. De Sammlung Würth is een omvangrijke kunstverzameling, bijeengebracht door Reinhold Würth. In de bestuursgebouwen van Würth bevindt zich het Museum Würth en in het naburige Schwäbisch Hall de Kunsthalle Würth. De stichting reikt verschillende prijzen uit in verscheidene cultuurtakken. Daarnaast steunt de groep ook scholen en hogescholen.
Van 2000 tot 2006 was Würth cosponsor van de wielerploeg Liberty Seguros, later Astana.